# Władysław Fabry
Władysław Fabry (ur. ok. 1888, zm. 16 maja 1946 w Krakowie) – polski muzykolog, literat, krytyk muzyczny.

## Życiorys
Publikował w pismach poznańskich, warszawskich, krakowskich („Dziennik Polski”), m.in. jako recenzent muzyczny „Polski Zbrojnej”. Był założycielem pierwszego Związku Sprawozdawczych Muzycznych i Teatralnych, czasopisma „Nowiny Muzyczne i Teatralne”. Był autorem publikacji dotyczących muzyki, m.in. przekładów listów Ludwiga van Beethovena oraz monografii biograficznej o Stanisławie Moniuszce. Prowadził wykłady z reportażu muzycznego w Szkole Reporterów Dziennikarskich w Warszawie. Przez wiele lat pracował także jako prelegent radiowy.
Był żonaty.
Zmarł 16 maja 1946 w Krakowie w wieku 58 lat. Został pochowany 20 maja 1946 na cmentarzu Rakowickim w Krakowie. 

## Publikacje
- „Trystan i Izolda” Wagnera w świetle listów do Matyldy Wesendonk i jej otoczenia. Jak powstał teatr w Bayreucie (1921)
- Listy wybrane Ludwika van Beethovena (1927)
- Moniuszko. Powieść biograficzna (1938)